# Christophorus 7
Christophorus 7 ist die Bezeichnung für den Standort eines Notarzthubschraubers des Christophorus Flugrettungsvereins unter dem Dach des Österreichischen Automobil-, Motorrad- und Touring Clubs. Der Hubschrauber des Typs Airbus Helicopters H135 ist an dem Flugplatz Lienz-Nikolsdorf bei Lienz, Tirol, stationiert.
Der Christophorus 7 ersetzte am 1. Jänner 2001 den seit 1986 an der Flugeinsatzstelle Lienz/Nikolsdorf des Bundesministeriums für Inneres eingesetzten Notarzthubschrauber Martin 6. Sein Einsatzgebiet erstreckt sich über den Raum Osttirol und Oberkärnten. Im Jahr 2003 wurde am Flugplatz Nikolsdorf ein neuer Hangar für den Hubschrauber gebaut.
Die Einsatzbereitschaft dauert täglich von 7 Uhr bis zu dem Ende der bürgerlichen Abenddämmerung. Die Alarmierung erfolgt durch die Leitstelle Tirol und die Landesleitstelle Kärnten. Dies geschieht etwa 500 bis 750 Mal im Jahr.
Die eingesetzte Maschine wird aus dem Flottenpool des Christophorus Flugrettungsvereins gestellt und wird je nach Wartungsbedarf regelmäßig durch eine andere baugleiche Maschine ersetzt.